# Most
Móst je inženirski objekt, po katerem vodi pot čez globinske ovire: reke, doline, soteske, morske ožine, ceste ali železnice ter drugo komunalno infrastrukturo. Oblika in izvedba mostu sta odvisni od njegove razpetine, višine, vrste temeljnih tal in obremenitve, ki jo mora prenašati. Most v ožjem smislu je objekt, ki služi prehodu prometnice preko vodotoka z odprtino večjo ali enako 5,0 m.

## Zgodovina mostogradnje v Sloveniji
Prvi mostovi na območju današnje Slovenije so bili verjetno zgrajeni v času koliščarjev kot povezovalni mostovi med mostišči in kopnim. Ob izkopavanjih na Ljubljanskem barju pri Notranjih Goricah so arheologi našli ostanke mostišč. Tedanji prebivalci so v barjanska tla zabijali lesene kole in na njih gradili preproste lesene kolibe, ki so bile med seboj povezane z "mostnimi" konstrukcijami. Koliščarski most pri Notranjih Goricah je bil dolg okoli 400 metrov.
Zgodovinarji domnevajo, da so prvi mostovi na območju današnje Slovenije nastali na jantarski poti, ki je vodila v 1. tisočletju p.n.š. od Baltika do Jadrana. O tem ni znanih najdb.
Za gradnjo mostov je pomembno obdobje Rimljanov, ki so imeli izvrstno cestno omrežje in na njih predvsem kamnite mostove v kombinaciji z lesom. Rimski mostovi so glede na najdbe stali čez Dravo pri Ptuju, čez Ljubljanico pri Vrhniki in Ljubljani in čez Savo v Črnučah. Slednji naj bi v dolžino meril okoli 300 metrov. Kamniti rimski most z ločno konstrukcijo, most čez Savo v soteski pri Zidanem Mostu, naj bi nastal že leta 290 p. n. št. Nobeden od teh mostov se ni obdržal do današnjih dni, o njih pričajo le borni ostanki.
Večji in pomembnejši mostovi so se na Slovenskem gradili v 12. in 13. stoletju v srednjem veku. Mostovi so predstavljali vstopne točke v srednjeveška mesta, ki so bila običajno zgrajena ob večjih rekah. V Ljubljano se je tako prišlo preko dveh lesenih mostov: Spodnji most (na mestu današnjega Tromostovja) in Mesarski ali Zgornji most (na mestu današnjega Čevljarskega mostu). Srednjeveški gradovi so imeli v sklopu obrambnega sistema na vstopu v grad običajno zgrajen dvižni most, kakršnega srečamo na Bledu, v Predjami, Mokricah in drugje. Za najstarejši ohranjeni most v Sloveniji velja most imenovan Kamniti ali Kapucinski most v Škofji Loki. Med večje in zahtevnejše masivne mostove lahko štejemo še most čez Sočo v Kanalu zgrajen leta 1580, ki pa se ni ohranil.
Razvoj gospodarskih dejavnosti v 17. stoletju je pospešilo tudi gradnjo novih in izboljšanje obstoječih cestnih povezav. Največ kamnitih mostov je bilo tako zgrajenih na Primorskem in Notranjskem. Ker gre za izrazito trajen material, so se kamnite konstrukcije ohranile do danes. Med te mostove spadajo most čez Bistrico pri Ribnici na Dolenjskem iz leta 1665, most čez Rižano pri Dekanih iz leta 1682 in največji med njimi most čez Notranjsko Reko pri Premu iz leta 1694. Konec 18. in v začetku 19. stoletja je bilo na območju današnje Slovenije zgrajenih več mostov, poimenovanih Napoleonovi mostovi.
Pomemben zgodovinski dokument, ki nam daje zelo natančno sliko stanja mostov na slovenskih tleh, so Jožefinski vojaški zemljevidi (1763–1787), ki na osnovi natančnih meritev in opisov, izdelanih predvsem v vojaške namene, posredujejo dragocene podatke o takratnih poteh, vodah in mostovih na njih (Slovenski mostovi I in II, Humar G., Kladnik B.).
Prvi večji in pomembnejši most v Sloveniji je bil leta 1842 zgrajen v centru Ljubljane. Dolga stoletja stalno dograjevani leseni in zelo prometni Spodnji ali Špitalski most (na mestu današnjega Tromostovja) je zamenjal nov kamniti most. Most z dvema lokoma in središčnim stebrom v Ljubljanici, stoji še danes kot osrednji most Tromostovja, ki mu je leta 1932 največji slovenski arhitekt Jože Plečnik dal dokončno obliko in podobo. Korenite spremembe v mostogradnji so na slovenskih tleh nastale sredi 19. stoletja, ko je Slovenijo prečkala Južna železnica (Borovniški viadukt, zgrajen med 1850 in 1856 med največjimi zidanimi železniškimi viadukti na svetu).(Slovenski mostovi I in II, Humar G., Kladnik B.)
V Sloveniji ni bilo veliko jeklenih mostov. V Ljubljani je bil leta 1867 zgrajen litoželezni most razpona 33 metrov. Most je nastal na mestu današnjega Čevljarskega mostu preko Ljubljanice. V prvih letih 20. stoletja so na naših tleh zrasli še štirje pomembni mostovi, ki danes predstavljajo spomenike tehnične dediščine na naših tleh. To so Zmajski most v Ljubljani zgrajen leta 1901, cestni most čez Idrijco pred železniško postajo v Mostu na Soči iz leta 1905 in kamniti železniški most čez Sočo v Solkanu iz leta 1905, ki je s svojim lokom razpona 85 metrov na prvem mestu med mostovi iz rezanega kamna na svetu.
Prehod iz 19. v 20. stoletje je, z izumom armiranega betona v gradbeništvu napovedal hiter razvoj. Predvsem gradnja železniški prog (bohinjske 1902-1906, južne železnice Dunaj-Trst) je pri gradnji mostov in tunelov prinesla vrsto tehničnih novosti. Tudi v Ljubljani je bila gradnja novih mostov intenzivna (1901 nastal Zmajski most, Šentjakobski most 1915).
Po 2. svetovni vojni je bila najprej na vrsti obnova poškodovanih in gradnja nadomestnih porušenih mostov, po letu 1960 pa se je z izgradnjo novih "avtomobilskih cest" pričela tudi gradnja prvih viaduktov (Peračica, Lešnica, Ljubenska grapa - vsi 1963, Završnica), mostovi čez Dravo na Ptuju (1959), v Mariboru (1963) itd. Nekaj zanimivih objektov je bilo zgrajenih tudi na novi cesti Ljubljana–Zagreb.
Z gradnjo avtocestnega sistema v Sloveniji (prvi odsek Vrhnika-Postojna odprt 1972) pa se je postavljanje zahtevnih mostov (viaduktov, nadvozov, podvozov, predorov) zelo razmahnilo. Tehnične rešitve, oblikovanje in umeščanje v prostor je bilo zelo raznoliko.

## Razvrstitev
Razvrstitev mostov se lahko izvede po različnih kriterijih. Najboljša možnost je po obliki in konstrukciji, materialu in teži.

### Oblika in konstrukcija
Obstaja nekaj glavnih vrst mostov: gredni most, konzolni most, obokan in ločni most, viseči most, most s poševnimi zategami in palični most.

#### Gredni mostovi (plošča, nosilci, škatle)
Gredni mostovi so sistemi pri katerih je zgornja (razponska) konstrukcija (plošča, nosilec, škatla) ločena od podpor z ležišči.
V Sloveniji je to najbolj pogosta oblika mostov. Po zasnovi so lahko prostoležeči, kontinuirni, okvirni (prekladna konstrukcija je monolitno ali z zglobom povezana s podporno konstrukcijo) ali konzolni gredni mostovi. Nosilni element je bodisi plošča, eden ali več nosilcev različnih oblik ( T, I nosilci, škatlasti nosilci).

#### Konzolni most
Konzolni most je most, zgrajen s konstrukcijami, ki štrlijo vodoravno v prostor in so podprte samo na enem koncu (imenovane konzole). Za majhne brvi so lahko konzole preprosti tramovi; vendar pa veliki konzolni mostovi, ki so zasnovani za cestni ali železniški promet, uporabljajo nosilce, zgrajene iz konstrukcijskega jekla, ali škatlaste nosilce, zgrajene iz prednapetega betona.
Konzolni most z jeklenimi nosilci je bil velik inženirski preboj, ko so ga prvič uvedli v prakso, saj se lahko razteza na razdaljah več kot 460 m in ga je mogoče lažje zgraditi na težkih križiščih, saj uporablja le malo ali nič podlage.

#### Obokani in ločni mostovi
To so predvsem stari kamniti ali opečni mostovi, narejeni iz enega ali več zaporednih obokov (svodov). Obok je torej usločen nosilni gradbeni element z dvema opornima mestoma. Znan je bil Borovniški viadukt, 1850-1856 v času izgradnje najdaljša konstrukcija (561 m) na svetu za dvotirno železnico, na žalost med 2. svetovno vojno porušen. Danes stoji en steber in je zaščiten kot spomenik.
Ločni most je oblikovan podobno kot obok, ima pa zaradi svoje oblike (vitkosti) večjo nosilnost in manjšo porabo materiala. Razlikujejo se po tem, kje leži ločna konstrukcija: lok pod prekladno konstrukcijo ali nad prekladno konstrukcijo. Prvi armiranobetonski ločni most v Sloveniji je bil Zmajski most čez Ljubljanico 1900-1901 in je bil eden od največjih armiranobetonskih mostov v Evropi svojega časa.

#### Palični mostovi
Palični most se obnaša podobno kot prostoležeči gredni most le nosilec je posebne, iz palic sestavljene oblike. Oblike paličja so različne in so lahko pod ali nad voziščem. Na Slovenskem so pogosti jekleni železniški mostovi, najdemo pa še tudi manjše lesene palične konstrukcije.

#### Mostovi s poševnimi zategami
Gre za sistem pri katerem je zgornja gredna konstrukcija s pomočjo poševnih kablov – zateg - obešena na pilone. V Sloveniji sta dva taka mostova: most čez Ljubljanico na vzhodni ljubljanski avtocesti imenovan "harfa" ter Puhov most čez Dravo v Ptuju (slednji je kombinacija grednega sistema in sistema s poševnimi zategami ali z drugim imenom ekstradose). V svetu se s tako konstrukcijo ponašajo največji mostovi in so vse pogostejši (Viadukt Millau, Francija - Najvišja mostna konstrukcija na svetu, dolžina 2460 m, najdaljši razpon 342 m, širina vozišča 32 m, aerodinamični profil zaradi vetra, viadukt je visok 343 m, Most Vasco da Gama v Lizboni, najdaljši most v Evropi, dolg 12,4 km, dograjen 1998, najdaljši razpon je 420 m, temelji so na pilotih, ki so globoki tudi 85 m, itd.)

#### Viseči mostovi
Viseči mostovi predstavljajo sistem pri katerem so osnovni nosilni sistem parabolični kabli, ki preko pilona in vešalk nosijo gredni nosilec, ki direktno prevzema obremenitve. Viseče mostove se uporablja ko je potrebno premostiti velike razpetine. Pri takšnih mostovih je potrebno zagotoviti stabilnost glede na veter in prometno obtežbo. Vozišča plošča se ne sme preveč premikati, zato mora biti težka ali toga ali oboje. Poznana je porušitev visečega mostu Tacoma Narrows v državi Washington, ZDA. Najdaljši viseči most na svetu Most Akaši-Kaikjo povezuje mesto Kobe na celini z otokom Awaji (Japonska), najbolj poznan je zagotovo Most Golden Gate v San Franciscu, med najstarejšimi pa je Brooklynski most v New Yorku odprt je bil 24. maja 1883.
Enostavni viseči mostovi so običajno brvi za pešce preko hudournih rek poznani tako v Alpah kot drugih gorstvih po svetu. Prekladna konstrukcija z lesenim pohodnim delom, je kar na visečih kablih. Prvi viseči mostovi so se pojavili v 15. stoletju v Tibetu.

#### Premični most
Premični mostovi so zgrajeni tam, kjer ni mogoče zagotoviti križanja dveh prometnih poti z zadostno višino. Predvsem je to pomembno na plovnih rekah ali kanalih, da bi zagotovili nemoteno vožnjo ladjam. Plovbo omogočajo premični deli, ki se pri dvižnem mostu dvignejo, pri vrtljivem mostu pa zasukajo pravokotno na svojo običajno lego, pri potopnem mostu pa potopijo v vodo. Verjetno največ jih je na Nizozemskem, najbolj znan primer je Tower Bridge v Londonu, zanimiv primer je Kattwykbrücke v Hamburgu, kjer se dvigne celotna konstrukcija.
| Premični most | Dvižni most | vzporedno pomični most |

#### Plavajoči most (pontonski)
V posebnih primerih (npr. ob naravnih nesrečah) postavijo zasilni pontonski most. Tega sestavlja vrsta plavajočih nosilcev, čez katere položijo plošče. Kot nosilci lahko služijo čolni, amfibijska vozila ali votle plošče. Na uporabnost močno vpliva vodostaj reke. Plavajoči mostovi se praviloma uporabljajo kot začasni mostovi za nadomestitev uničene infrastrukture (vojna, elementarni dogodki) vse do izgradnje novega mostu. Tipična uporaba je na vojaškem področju, če je infrastruktura uničena, ali pa tudi kot poskus pridobivanja prednosti pred sovražnikom.
Na Norveškem so nekateri plavajoči mostovi zgrajeni kot stalni. Na primer, 845 m dolg most Bergsöysund pri Kristiansundu. Podobne vrste je 1246 m dolg pontonski most kot del celotnega 1614 m dolgega Nordhordlandsbrua v bližini Bergna.

### Material

#### Leseni most
Les (hlod) položen preko potoka je predstavljal prvi najenostavnejši most. V 18. in 19. stoletju je gradnja lesenih mostov zelo napredovala predvsem pri gradnji železnic v ZDA. Tudi na območju današnje Slovenije je bila v tem času zgrajena cela vrsta lesenih mostov na Savi, Dravi, Krki (v Kostanjevici in Podbočju stojijo še danes), Ljubljanici, itd. Ker je les slabo nosilen in manj obstojen, se danes uporablja za mostove z manjšimi obtežbami, kot na primer brvi za pešce, kolesarje.

#### Kamniti most
Kamniti mostovi so zaradi lastnosti materiala v glavnem obokani. Pomembni so bili v preteklosti, ko še niso poznali drugih tehnologij in materialov. Prednost kamnitih mostov je bila v dostopnosti surovine in možnostih oblikovanja. V Sloveniji je najznamenitejši Solkanski most (1904-1906) zgrajen za železnico s kamnitim lokom razpona 85 m.
Jelenov oz. Dolinski most pri Borovnici, zgrajen leta 1857. Most je speljan v rahlem zavoju, je zidan iz opeke in kamenja, sestavlja pa ga dvanajst stebrov in enajst obokov. Dolg je 219 m in visok 29 m. Je med najstarejšimi slovenskimi mostovi z dvotirno železnico.

#### Železni in jekleni most
Gradnja kovinskih mostov je predvsem povezana z razvojem uporabe železa oziroma jekla. Prvi kovinski mostovi so bili narejeni pred približno 150 leti. Kovinske konstrukcije imajo določene prednosti glede na druge materiale: majhno težo in dimenzije nosilnih konstrukcij, z njimi se lahko premaguje velike višine in razpetine, so enostavne za montažo, možna je industrijska izdelava, gradnja je hitra, demontaža je enostavna. Slabi lastnosti pa sta korozija in neodpornost na požar.
Prvi železni mostovi so prevzemali obliko kamnitih lokov, šele kasneje so ugotovili, da lahko gradijo tudi drugačne oblike (T in I nosilci). Prvi litoželezni most na svetu je bil narejen 1776-1781 čez reko Severn, Coalbrookdale, Shropshire (zdaj Iron Bridge, Ironbridge), Velika Britanija. Najstarejši litoželezni most v Ljubljani je bil Čevljarski most, kasneje prestavljen k porodnišnici.
Tehnične lastnosti jekla, premoščanje velikih razponov, hitra in natančna gradnja, fleksibilnost, manjša teža, enostavno vzdrževanje, kontrola materiala itd. so lastnosti, ki so lahko prednost posebej tam, kjer je industrija jekla močna. Izbor materiala mora biti usklajen z namenom mosta, prometno obremenitvijo, tipom prečnega prereza nosilne konstrukcije, pogoji eksploatacije in v skladu s predpisi.
Jeklenih mostov, predvsem železniških, je v Sloveniji še zelo veliko. Nekateri (v Radečah sedaj za pešce, v Brežicah (na lokalni cesti) pa so razglašeni kot tehnični spomeniki. Eden lepših jeklenih ločnih mostov v Sloveniji je most čez Dravo v Mariboru. 

#### Betonski most
Beton je sestavljen iz mešanice cementa, agregata (peska in gramoza) in vode, ki se strdi zaradi kemične reakcije. Beton lahko vsebuje tudi aditive in druge dodatke. Ta gradbeni material je odličen za izgradnjo mostov, ker se lahko vliva v tekočem stanju, v katerikoli obliki (opaž) in ima po sušenju dobre lastnosti.
V Ljubljani so bili prvi betonski mostovi zgrajeni v začetku 20. stoletja (Zmajski most, Šempetrski most, Frančiškanski most).

#### Most iz armiranega in prednapetega betona
Armirani beton združuje prednosti betona in jekla. Beton ščiti jeklo pred korozijo, ta pa prinaša svojo moč. Ta povezava je možna, ker imata obe snovi zelo podobne toplotne širitvene koeficiente. Poznamo več vrst armiranega betona: običajen (v opaž je položena armatura in nato zalita z betonom) in prednapeti (polno, omejeno ali delno prednapeti beton - stopnje so odvisne od vrste obtežbe in okolja, v katerem se nahaja; prednapenjanje jekla se vrši pred betoniranjem ali po betoniranju).
Leta 1890 je zapisan prvi patent za prednapeti beton, registriral ga je ameriški inženir iz San Francisca, Henry Jackson.
Leta 1954 je bil v Sloveniji zgrajen prvi most iz prednapetega betona, 20 metrov dolg mostu čez Božno pri Polhovem Gradcu. Leta 1959 je čez Dravo na Ptuju nastal še prvi prosto-konzolni most v Sloveniji, ki je bil z razponom 79 metrov takrat tudi med največjimi na svetu. Izstopajo še most čez Dravo v Podvelki (1960) in most čez Dravo (Titov most) v Mariboru z razponom 100 metrov (1963).

#### Sovprežni most
Sovprežna konstrukcija je kombinacija najboljših lastnosti jekla in betona. Gre za kombinacijo pri čemer je prekladna konstrukcija sovprega jeklenih nosilcev in armiranobetonske plošče.
Pri gradnji Gorenjske ceste je bil pri gradnji prvih viaduktov Peračica, Lešnica in Završnica leta 1963 uporabljen način sovprežne konstrukcije (na rekonstruiranem delu danes avtoceste so bili narejeni novi). Tak je tudi Tacenski most čez Savo pod Šmarno goro.

#### Mostovi iz umetnih mas
V 90-letih je bilo nekaj mostov zgrajenih iz optičnih plastičnih kompozitov. Ta material je uporaben za manjše mostove za pešce in kolesarje. Eden izmed najstarejših različic je most za pešce zgrajen leta 1990 na igrišču za golf v Aberfeldy na Škotskem. V Boothbay, država Maine je trenutno najdaljši most izdelan iz plastike, 160-metrov dolg most Knickerbocker. 

#### Naravni mostovi
V naravi pogosto srečamo naravne mostove. Ti nastanejo z erozijo kamnin s pomočjo vode ali vetra. V Sloveniji poznamo celo vrsto naravnih mostov. Med najznamenitejšimi sta Veliki in Mali naravni most v Rakovem Škocjanu, pa naravni most v Velem Badinu nad Sočergo, naravni most na Mežakli, v Pokljuški soteski, v Skoznem, naravni most v soteski Krčnik na potoku Kozbanjšček, itd. Svetovno znani so naravni mostovi v narodnem parku Arches (ZDA). Največji naravni most je Fairy Bridge (Xian Ren Qiao) in se nahaja na Kitajskem.

### Funkcija
Drug način razvrščanja mostov je njihova funkcija. Poznamo cestne, železniške, kanalske (voda preko mosta), za pešce in za živali (ekodukti). Pogosto pa ima most več funkcij.
Druge vrste mostov pa poznajo v rudarstvu in kemični industriji, pa tudi začasni mostovi, izdelani iz montažnih, večinoma jeklenih elementov, ki se lahko uporabijo za delo na popravilu obstoječih mostov. Začasni most lahko ostane v uporabi tudi dalj časa.

### Kraj
Geografske značilnosti in prometne danosti so prav tako možno merilo za delitev mostov. Tako razlikujemo most preko doline, tudi viadukt, mestni most, viseči most, rečni most, mostove za kanale in zelo visoke mostove (30 m in več nad terenom).

### Geometrija
Nekateri pojmi, ki se uporabljajo pri določanju karakteristik mostu:
Skupna dolžina mostu je razdalja med začetkom in koncem mostu (razdalja med osjo dilatacije ali zunanjega roba krajnega opornika, če ni dilatacije).
Skupna širina mostu je razdalja med zunanjimi robovi robnih vencev.
Statična razpetina mostu je dolžina med osmi sosednjih opornikov.
Višina mostu je višina merjene od ravnine terena do nivelete mostu.
Svetla višina mostu je prosta višina od terena (nivoja srednje višine vode, nivelete spodnje prometnice) do spodnjega roba zgornje konstrukcije.
Konstrukcijska višina je višina zgornje konstrukcije in je lahko spremenljiva v odvisnosti od tipa konstrukcije.
Zaščitna višina pod mostom je višinska razlika merjena od kote merodajne vode do spodnjega roba zgornje konstrukcije.

#### Horizontalni in vertikalni potek
Most je vedno del ceste, zato s svojim potekom sledi poteku ceste. In obratno, v zahtevnem terenu se najprej oblikuje potek mostu in se mu cesta prilagodi. Most je lahko v premi ali horizontalni krivini, lahko tudi v več različnih zaporednih krivinah ali celo v klotoidah. Vertikalni potek mostu je prav tako lahko vodoraven ali v zaokrožitvi. Za tiste, ki sodelujejo pri gradnji, so nepravilne geometrijske oblike in razširitve mostov velik izziv, saj zapletene geometrijske oblike zahtevajo poseben razvoj ali spremembo običajnih metod gradnje.

#### Prečni prerez
Prečni prerezi mostov so lahko različni glede na vrsto komunikacije (cesto, železnico, peš promet,...) za katero so predvideni ali kombinacijo le-teh. Lahko so večpasovni ali dvoetažni.

## Viadukti
Viadukti so objekti v trasi cest ali železnic dolžine več kot 50,0 m in so posledica predvsem manjših vzdolžnih nagibov, ki jih določajo predpisi za potek teh komunikacij. Služijo predvsem premoščanju dolin, so lahko tudi zelo visoki. V geotehnično zahtevnih tleh pa se gradijo tudi pobočni vidukti.

## Propusti
Propust imenujemo objekt odprtine manj kot 5,00 m (ali manj kot 3,0 m) in je običajno namenjen premoščanju potokov in odvodnjavanju površinskih voda iz cestišča. Redkeje služijo kot podvozi ali podhodi. Čedalje pogosteje pa predstavljajo tudi objekte za prehajanje divjih živali in dvoživk preko cest.

## Sestavni deli mostu
Sestavni deli mostu se delijo na tri dele: podporno konstrukcijo, kamor sodijo temelji in oporniki ter stebri, rasponsko konstrukcijo in opremo. V nadaljevanju so navedeni primeri za cestni most.

### Podporna konstrukcija

#### Krajne podpore (oporniki) s krilnimi zidovi
Krajne podpore (oporniki) podpirajo zgornjo (rasponsko) konstrukcijo na koncih mostu in istočasno omogočajo prehod iz mostu na cestno telo. Krilni zidovi so del konstrukcije krajnih podpor in služijo za bočno omejevanje cestnega telesa na področju prehoda na most.

#### Srednje podpore
Srednje podpore podpirajo zgornjo konstrukcijo mostu med krajnima podporama, če ima zgornja konstrukcija dva ali več polj.

#### Globoko temeljenje (piloti, vodnjaki)
Globoko temeljenje (na pilotih ali na vodnjakih in kesonih) se uporablja v primeru slabo nosilnih temeljnih tal in če teh tal ni mogoče ali smiselno izboljševati. Globoko temeljenje so poznali že v prejšnjih stoletjih, saj so cela mesta (na primer Benetke ali objekti na Ljubljanskem barju na predvem lesenih pilotih). Piloti so danes običajno betonski oziroma armiranobetonski tudi prednapeti (izjemoma jekleni zaščiteni pred korozijo) stebri zabiti v nenosilna tla do globine nosilnih tal. Vodnjake uporabljamo predvsem tam, kjer je potrebno poleg zagotavljanja nosilnosti drenirati tudi talno vodo. Vodnjake gradimo (betoniramo) po kampadah v globino in sproti izkopavamo material ali pa se obroč v naravni material pogreza in ga dograjujemo na zgornjem robu. Kesone uporabljamo v primeru večjega dotoka vode.

#### Plitvo temeljenje (pasovni temelji, plošče)
Plitvo temeljenje (ločimo: točkovne in pasovne temelje) se uporablja v dobro nosilnih tleh. Globino temeljenja določa globina zmrzovanja (v Sloveniji od 70 do 100 cm) in geotehnične karakteristike terena.

### Razponska konstrukcija
Razponska konstrukcija neposredno prevzema prometno obtežbo in statične ter dinamične učinke prenaša na podporno konstrukcijo. Lahko je različnih prerezov, materialov in statičnih sistemov. Na izbor vpliva vrsta dejavnikov: vrsta terena, vrsta komunikacije (na mostu, pod ali nad njim), prometna obremenitev, klimatološke in hidrološke razmere, razpoložljiv material, cena, rok gradnje,...

### Oprema

#### Voziščna konstrukcija
Voziščna konstrukcija je skupno ime za sloje litega asfalta in asfaltbetona na vozni površini mosta.

#### Ležišča in zglobi
Ležišča so konstruktivni elementi, ki sodelujejo pri prenosu vertikalnih in horizontalnih sil iz rasponske konstrukcije na podporno konstrukcijo mostu. Lahko so jekleni, iz elastomernih materialov in betonski. Jeklena ležišča so lahko fiksna ali pomična v horizontalni smeri ali rotirajoča. Pogosto so v obliki valja v kombinaciji s ploščo ali iz jeklenih krogelno oblikovanih vbočenih in izbočenih elementov. Omogočajo velike premike mostu. Elastomerno ležišče je izdelek iz gume (polikloropen z min. 60% elastomera), ki je armirana z jeklenimi ploščami.

#### Dilatacije v zgornji konstrukciji
Dilatacija je splošno ime za napravo, ki omogoča delovanje mostu v smislu prevzemanja deformacij – pomikov in zasukov. Običajno se vgrajujejo na krajnih podporah razponske konstrukcije. Zgornji ustroj mostu se spreminja v vzdolžni smeri zaradi temperaturnih sprememb in sil zaradi zaviranja in pospeševanja vozil. Te deformacije omilimo z dilatacijami.

#### Prehodne plošče
Prehodne plošče so konstruktivni elementi krajne podpore in služijo za zagotavljanje kontinuiranega prehoda iz mostu na cesto in obratno.

#### Hidroizolacija
Hidroizolacija na mostu prestavlja splošno ime za izolacijo (zaščito) nosilnih elementov konstrukcije proti škodljivemu vplivu vlage in padavin. Razlikujemo: hidroizolacijo vozne površine, temeljev, opornikov in zasutih horizontalnih in vertikalnih betonskih površin.

#### Robni venci, robniki in hodniki
Robni venci so armiranobetonski naknadno izdelani elementi mostu na voziščni plošči ali hodniku za pešce. Nanje so tudi pritrjene ograje. Robniki so elementi, ki so na mostu običajno izdelani iz eruptivnih materialov (redkeje iz betona) in služijo deniveliranju med površino vozišča in hodnika za pešce oziroma med različnimi vrstami prometa. Hodniki za pešce (tudi kolesarje) so na mostu običajno denivelirane površine, zaščetene od prometa vozil.

#### Ograje
Ograje na mostovih služijo za zaščito pešcev in vozil na mostu in pod njm. Razlikujemo več tipov ograj glede na namen, konstrukcijo in material. Običajno so izdelane iz jekla, pogosto so kombinacija betona in jekla ali lesa, lahko so tudi lesene. Ograje imajo poleg funkcionalnega tudi estetski pomen, ter se v izgledu prilagajajo okolici v katero so mostovi postavljeni.

#### Odvodnjavanje vozišča vključno z odvodnjo padavinskih voda
Odvodnjavanje prestavlja skupni sistem za kontrolirano odvodnjavanje padavinskih voda (ali druge tekočine) iz vozne površine mostu do zbiralnika ali kanalizacije v cesti. Sestavni del odvodnjavanja so tudi izlivniki, ki služijo za zbiranje vode iz voziščne konstrukcije mostu.

#### Komunalne inštalacije
Prostor za inštalacije na mostovih predstavljajo vgrajene cevi v hodnikih ali rezerviran prostor opremljen z vešalkami pod hodnikom za pešce. Sestavni del so tudi kontrolni jaški. V krajnih opornikih se lahko nahajajo komunalne komore, ki služijo za nadzor najrazličnejše komunalne infrastrukture. Na mostovih se v mestih pojavlja tudi javna razsvetljava. To so stebri s sijalkami in ektroištalacija.

#### Table za informiranje
Posebna signalizacija na mostovih se lahko nanaša na omejitev nosilnosti, omejitev gabaritov (višine in širine) in druge posebne zahteve. Na oziroma pred posebej pomembnimi mostovi so nameščene na portalnih konstrukcijah posebne table, običajno s spremenljivo vsebino, ki udeležence v prometu obveščajo o posebnostih na mostu v trenutku vožnje.

## Posebna oprema
Na mostovih se lahko nahaja tudi posebna oprema, ki služi vzdrževanju oziroma rednim pregledom. Če je na mostu elektrificirana železniška proga to zahteva posebno opremo - katodno zaščito. Posebna oprema so tudi cestno vremenske postaje in druga oprema za upravljanje s prometom.

## Gradnja
Gradnja prekladne konstrukcije (navedbe se nanašajo na betonske konstrukcije) se lahko izvaja kot:
Gradnja na klasičen način v fiksnem opažu. Taka gradnja je primerna za mostove razpetine od 5 do 30 (40)m in dolžine 5 - 200m. Mostove z več razponi lahko gradimo tudi v fazah. Oblika prečnega prereza praktično ni omejitev, se pa pri tem lahko bistveno podraži cena opaža. Pri manjših mostovih se lahko postavi fiksni opaž naenkrat za opornike in prekladno konstrukcijo.
Gradnja na pomičnem (drsnem) opažu na licu mesta se uporablja za prednapete armiranobetonske gredne mostne konstrukcije razpetine od 20 - 50m in dolžine večje od 400m. V Sloveniji se je taka gradnja prvič uporabila pri gradnji viadukta Verd na Vrhniki leta 1972. Zadnja zelo zahtevna gradnja s pomičnim opažem se je izvajala pri gradnji viadukta čez Mangartski potok na cesti na Predel v letu 2010, kjer sta bila za pomoč pri gradnji uporabljena tudi začasna pilona.
Prostokonzolna gradnja je primerna za največje razpone od 70 - 250m in dolžine 150 – 800 m. Taki mostovi premoščajo visoke doline in težko dostopne lokacije. Pri tem načinu gradnje prekladna konstrukcija raste levo in desno od opornika, gradnja v fiksnem ali pomičnem opažu. Oblika prekladne konstrukcije je običajno škatla pravokotnega ali trapezastega prereza. Gre za razmeroma mlado tehnologijo, ki se je pojavila pred približno 50 leti.
Postopna narivna gradnja predstavlja potiskanje prednapetih armiranobetonskih elementov, ki se po segmentih izdelujejo na enem bregu in sproti narivajo s pomočjo posebne konstrukcije (jekleni kljun) z ene brežine na drugo. Tak način gradnje se je začel v Nemčiji (avtor prof. F. Leonhardt) po zgledu gradnje jeklenih mostov. Hitrost gradnje je odvisna od dolžine elementov, ki se pripravljajo na gradbišču.
Montažna gradnja predstavlja način vgradnje vnaprej izdelanih jeklenih ali prednapetih armiranobetonski nosilcev, ki se pripeljejo bodisi iz tovarne na gradbišče ali se na samem gradbišču formira betonarna. Položijo se na že pripravljene opornike, lahko se medsebojno povežejo (zavarijo ali privijačijo - jeklo) ali se povežejo s prednapetimi kabli (armirani beton). Če se medsebojno povežejo, nastane kontinuirna prekladna konstrukcija, drugače je to prostoležeča prekladna konstrukcija. Tak način gradnje se je začel leta 1962 v Franciji. Prečni prerezi nosilcev, ki sestavljajo nosilno konstrukcijo so zelo različni: pravokotni, T in I prerezi.
Gradnja opornikov in stebrov
Gradnja krajnih opornikov se vedno izvaja na licu mesta s pomočjo opaža v skladu s projektom.
Gradnja stebrov - srednjih podpor - se izvaja glede na obliko, višino in število. Na cestah se vedno betonirajo na licu mesta bodisi s fiksnimi ali pomičnimi odri.
Gradnja ločnih mostov
Posebna je tehnika gradnje ločnih mostov in je stara že 100 let. Loki se gradijo na fiksnih opažih podobno kot kamniti mostovi. Ti opaži so različni in odvisni od tega ali se zahteva prost gabarit pod mostom v času gradnje. Lok se lahko gradi tudi na način proste konzolne gradnje ali iz predhodno narejenih segmentov loka ali kot kombinacija.

## Vzdrževanje
Vsak objekt mora imeti projekt vzdrževanja ali drugo obliko navodil. Projekt mora vsebovati načrte, navodila, tekste in drugo in mora omogočiti ustrezno vzdrževanje in uporabo mosta in vgrajene opreme in inštalacij v njegovem življenjskem obdobju. Predvideni morajo biti sezonski, redni in glavni pregledi celotnega mostu in njegovih sestavnih delov. Razlikujemo redno vzdrževanje, sprotna manjša popravila posameznih delov in obnavljanje (rehabilitacijo), ki se izvaja praviloma vsakih 25 let. Zahtevnost vzdrževanja je zelo odvisna od tipa konstrukcije, prečnega prereza in uporabljenih materialov ter vremenskih in drugih pogojev lokacije.

## Mostovi kot simbol
Most je pogost simbol za premagovanje različnih meja. 
Naj bo to ime rimskega papeža kot Pontifex Maximus (najvišji graditelj mostov) ali izbira mostu kot simbol povezanosti med cerkvijo in družbo. Na zadnji strani evrskega bankovca je prikazan most kot simbol združevanja evropske skupnosti. Poznan je pojem »glasba bo zgradila most med kulturo in gospodarstvom«, kjer gospodarstvo donira za kulturne prireditve ali »glasba predstavlja most med narodi« in podobno.
Hoja po mostu je povezana tudi s tveganjem za nesrečo, zato so v prejšnjih časih morali arhitekti prvi z lastno prisotnostjo opraviti preskus in dokazati stabilnost mostu. V srednjem veku je veljal rek, da se je bilo gradnje mostu treba lotiti s prave strani ali pa celo s hudičem. Mostovi so bili tudi priljubljena točka za izvedbo ropov.
Dejstvo, da brezdomci včasih uporabljajo javni prostor pod mostom za zaščito pred vremenom in kot bivalni prostor je vodilo v pregovor, da je nekdo živel pod mostom in gre za slikovito izražanje brezdomstva v urbanem okolju.
Mostovi se kot simboli pogosto pojavljajo tudi v grboslovju.

## Mostovi v umetnosti
Mostovi v umetnosti so pogosto predmet bodisi samostojnega upodabljanja, ker so imenitne strukture ali kot dodatek na sliki (krajine, kot simboli in podobno). Umetniki so jih uporabljali kot podlago za kiparska dela. V preteklosti in še danes služijo kot oder za razne predstave.

### Likovna umetnost
Most je za slikarje zelo zanimiv motiv in so ga pogosto upodabljali kot del krajine (Rembrandt), (Vincent van Gogh),(Claude Monet), (Albrecht Altdorfer: Krajina z mostom, 1518-1520), Johann Melchior Füssli (1677–1736), Die Teufelsbrücke (Via Mala) ali samostojno (Matija Jama),(Zoran Mušič). Upodobljen je na Rubensovi sliki "Bitka Amazonk" iz leta 1615. Posebej si je most in simboliko mostu izbrala nemška ekspresionistična skupina Die Bruecke. Glavni motiv slike je "Solkanski most", delo manj uveljavljenega Miroslava Ivankovića (2009) ali "Hudičev most" preko Nadiže v Čedadu Ide Kocjančič. Med najbolj pogosto slikanimi mostovi je znameniti mostarski most; med desetinami drugih ga je upodobila mlada slikarka Merima Ivković.
Na mostovih ali tik ob njih stoji cela vrsta kipov. Tako je Zmajski most v Ljubljani okrašen s simboli mesta (štirje bakreni zmaji). Zavetnik mostov sv. Janez Nepomuk stoji na več mostovih (npr. na Kapucinskem mostu v Škofji Loki). Na Trnovskem mostu čez Gradaščico v Ljubljani stoji kip sv. Janeza Krstnika. Različni kipi, tudi Janez Nepomuk, krasijo Karlov most v Pragi, Most svobode v Budimpešti in druge. Fužinski most v Ljubljani ima na sredini celo kapelico.

### Glasba
Most je predvsem v poletnih mesecih lahko pogosto oder za najrazličnejše glasbene in scenske prireditve. Najbolj znan primer je del mostu v Avignonu, drugi so (Šuštarski most v Ljubljani, Karlov most v Pragi,...). Glasba je bila posebej napisana npr.: za film Most na reki Kwai (skladatelj Malcolm Arnold je zanjo prejel oskarja). Poznana je slovenska popevka "čez Šuštarski most", ki jo je pela Majda Sepe.

### Film
Most se v filmih pogosto pojavlja kot glavni igralec. Tako so poznani na primer filmi: Najini mostovi z Meryl Streep in Clintom Eastwoodom v glavni vlogi, Most na reki Kwai (zgodba o največjem gradbenem podvigu druge svetovne vojne; Japonska vojska je več sto zavezniških vojnih ujetnikov prisilila, da so v nemogočih razmerah zgradili skoraj 500 kilometrov dolgo železnico v džungli Indokine), Bitka na Neretvi Veljka Bulajića, Most na reki Arnheim iz leta 1977 posnet po knjigi Corneliusa Ryana in scenariju Williama Goldmana, in drugi.